# Оливер и дружина
Оливер и дружина (енгл. Oliver & Company) је амерички анимирани филм компаније Волт Дизни из 1988. године инспирисан романом Оливер Твист Чарлса Дикенса.

## Радња
Радња цртаног филма одвија се у Њујорку касних 1980-их. Главни лик, маче Оливер, остало је неоткупљено током поделе мачића и нашао се сам на улицама града. Следећег јутра, осећајући јак осећај глади, Оливер одлучује да украде неколико кобасица од уличног продавца Луиса, али безуспешно. Искусни улични пас по имену Доџер (судећи по његовом изгледу, нека врста мешавине теријера) нуди мачићу своју помоћ. Заједно су успешно извели операцију заплене кобасица од трговца, али Доџер, пошто је заузео плен, бежи чак ни не поделивши храну са својим новим пријатељем. Оливер покушава да сустигне пса и успева, што код Доџера изазива извесно изненађење.
Ипак, овај други неће дати легитимни део плена Оливеру и, показујући све своје умеће постојања на улицама великог града, покушава да му измакне. На крају, Доџер, заједно са кобасицама, стиже до барже свог власника, преварача Фејгина, да подели плен између својих пријатеља - Чиваве Тита, немачке доге Ајнштајна, Салуки Рите и булдога Френсиса (ака Френки). Оливер се инфилтрира у ову баржу, изазивајући општу пометњу међу становницима и неуредно сметлиште.
Све се ово завршава појавом Фејгина, који доноси посластице за своје љубимце. Пси јуре ка Фејгину, а Ајнштајн га лиже великим, слинавим језиком, демонстрирајући уживо значење израза „пас је човеков пријатељ“. Сврха Фејгиновог доласка је да прегледа ствари које су чланови псеће екипе добили током дана.
Видевши да су се пси данас вратили са само неколико ситница, прилично се узнемири. Фејгин им каже да треба да отплати дуг који је подигао од агента бродоградње и немилосрдног лихвара Била Сајкса. Овде се појављују два дивља добермана, Роско и ДеСото, у власништву Сајкса, а Фејгин схвата да га мафијаш чека у колима на пристаништу. Лихвар упознаје Фејгина са његовим условима: новац мора бити уплаћен у року од три дана како не би било проблема.
Фејгин схвата да неће успети да нађе толику суму новца за тако кратко време и да га чека велика невоља. Током њиховог разговора, Роско флертује са Ритом, а ДеСото открива Оливера и напада га; Оливер се одмах почеше по носу. Доџер и остали пси штите Оливера, а након што се Фејгин врати, добермани су уклоњени. Дивећи се храбрости мачића, који се није плашио ДеСота, Фејгин прихвата Оливера у свој тим.
Следећег дана, Фејгин, заједно са својим љубимцима, одлази у град, где безуспешно покушава да прода добијену имовину у залагаоници. У међувремену, животиње примећују скупи аутомобил који вози човек по имену Винстон. Ово је домаћица имућне породице Фоксворт, која брине о њиховој седмогодишњој ћерки Џенифер (ака Џени) док су родитељи на послу у Европи. Пси су смислили прилично паметан трик како би намамили Винстона из аута.
Тито и Оливер се инфилтрирају у њу и покушавају да украду радио да би Фејгин могао да га прода и врати Сајксу. Током операције, Тито, због Оливера и због његове опште глупости, добија струјни удар, а Оливер је потпуно уплетен у жице, појављујући се у оваквом облику пред очима Џени, која га узима за себе. Она живи у Петој авенији 1125. Тако маче добија брижног власника, име и дом. Он такође проналази злонамернике у лику Винстона и расне пудлице Жоржет, размажене од Џениних родитеља.
У међувремену, пси разговарају о плану да врате маче у своју баржу кући. Они не схватају да Оливеру добро иде тамо где је сада. Ипак, почиње операција, током које опет не може без „жртва“ – Тито се заљубљује у Жоржет. Пси успевају да "избаве" Оливера. Осим тога, сама Жоржет им помаже да неопажено побегну са мачићем.
На баржи, Оливер осећа да не може да се врати пријатељима јер има власницу Џени која му се свиђа. Огорчен Оливеровим понашањем, Доџер изјављује да ће прекинути пријатељство са њим ако то жели. Али се смири када се појави Фејгин и на Оливеру угледа скупу крагну, са адресом његовог новог дома. Тако Фејгин одмах схвата да му маче може донети новац и напише поруку. Када се Џени врати из школе, проналази ову поруку. Након што је прочита, она схвата да мора да плати велики откуп за повратак свог мачића.
Исте ноћи, поневши са собом мапу са местом састанка који се види у белешци и Жоржет, Џени креће у градску луку. Сада Фагин треба да убеди Била Сајкса да је смислио добар план који ће 100% донети новац потребан за отплату целог дуга. Фејгин долази у Сајксову канцеларију, али лихвар није срећан због присуства дужника и беспарице и спушта своје добермане.
Ризикујући да буде угризен, Доџер брани Фејгина, а овај тражи од Сајкса да га саслуша и показује Оливерову крагну. Мафија примећује да је огрлица заиста скупа и позива псе назад. Фејгин на располагању има дванаест сати и опроштајне речи, из којих је јасно да му је ово последња шанса.
У међувремену, Џени се запетља у мапу и верује да се изгубила, али није свесна да је баш на адреси. Уплашена и узнемирена, упознаје Фејгина и почиње да му објашњава да покушава да пронађе страшну особу која јој је украла маче. Фејгину је мука од чињенице да је „богати власник“ само девојчица која је узела своју касицу и одлази да купи свог љубимца. Осећајући снажан осећај кривице, претвара се да је случајно пронашао маче и враћа јој Оливера.
Чим Џенифер узме маче, Сајкс се појављује у свом црном ауту, избацује Оливера и хвата је. Он то ради како би добио откуп од Џениних богатих родитеља. Даље, мафијаш претпоставља да му Фејгин више не дугује и одлази са киднапованим. Запањени Фејгин није задовољан оваквим развојем догађаја. Сада се плаши за девојку. Оливер, Доџер и остали пси, укључујући Жоржет, прате траг киднапера да спасу Џени.
Стигавши до Сајксове канцеларије, Доџеров тим и Џорџет развијају план акције да спасу Џенифер. Али Сајкс и његови зли пси су на опрезу. Они ометају спровођење овог плана и спремни су да се брутално обрачунају са пријатељима. Све их на време покупи Фејгин на моторном скутеру и побегне Сајксу. Почиње потера за херојима градским улицама и метроом. Као резултат потере од судара мафијашког аутомобила са Фејгиновим колицима, Џенифер пада на хаубу аутомобила, а господин Сајкс је хвата.
Оливер скаче до Сајксовог аутомобила и уједа га за руку којом држи девојку, али Сајкс га баца на задње седиште, где се Оливер суочава са Роскоом и ДеСотоом. Доџер трчи да спасе Оливера, током које, током туче, добермани испадају из аутомобила и умиру на шинама од струјних удара. Ауто и колица излазе из тунела на Бруклински мост. Тито седа за волан колица, а Фејгин иде да помогне Џени. Успут ка јунацима иде електрични воз.
Сајкс је нестрпљив да зграби Џенифер, али га Доџер и Оливер спречавају у томе. Фејгин и његов тим хватају Џени назад и избегавају, а Сајкс, који је у последњем тренутку збацио преживеле Доџера и Оливера, гине у судару са возом. Његов ауто експлодира при удару.
Следећег јутра, Фејгин и цео његов тим прослављају Џенин рођендан у њеној кући. Убрзо Винстонова прима телефонски позив од њених родитеља да се враћају. После празника, Доџер обећава Оливеру да ће га с времена на време посећивати. Фејгин и пси се опраштају од Џени и њених љубимаца и возе се кући кроз препуне улице великог и опасног града.

## Улоге
| Глумац         | Улога   |
| -------------- | ------- |
| Џои Лоренс     | Оливер  |
| Били Џоел      | Доџер   |
| Чич Марин      | Тито    |
| Роско Ли Браун | Франсис |
| Шерил Ли Ралф  | Рита    |
| Дом ДеЛуис     | Фејгин  |
| Бет Мидлер     | Џорџет  |
| Френк Велкер   | Олд Луи |